# عزلة بني الحكم (تعز)

تعديل مصدري - تعديل

عزلة بني الحكم هي إحدى عزل مديرية ذباب (باب المندب) في محافظة تعز اليمنية ويبلغ تعداد سكانها 17894 نسمة حسب التعداد السكاني في اليمن لعام 2004.

## روابط خارجية
- الجهاز المركزي للإحصاء بالجمهورية اليمنية
- المركز الوطني للمعلومات باليمن
- World Gazetteer:Yemen
- الدليل الشامل